# Велика Британія на зимових Олімпійських іграх 1994
Велика Британія брала участь у Зимових Олімпійських іграх 1994 року у Ліллегаммері (Норвегія) усімнадцяте, і завоювала дві бронзові медалі. Збірну країни представляли 32 спортсмени (25 чоловіків та 7 жінок).

## Бронза
- Фігурне катання, чоловіки — Джейн Торвілл та Крістофер Дін.
- Шорт-трек, чоловіки — Ніккі Гуч.